# Schaerbeek
Pour les articles homonymes, voir Schaerbeek (homonymie).
Schaerbeek (/skaʁbeːk/  ; en néerlandais : Schaarbeek, /ˈsxaːrbeːk/ ; en bruxellois : Schoerebeik ou Schoûrebeik) est l'une des 19 communes bilingues de Bruxelles-Capitale en Belgique.
Au 1er janvier 2025, elle comptait 129 775 habitants (Schaerbeekoises et Schaerbeekois), pour une superficie de 7,90 km2, soit 16 427 habitants/km2. Elle est située dans le nord-est de la Région de Bruxelles-Capitale.
Schaerbeek est composée, surtout en sa partie nord et nord-ouest, de nombreux quartiers souvent populaires et cosmopolites. Elle compte quelques sites remarquables comme le parc Josaphat, l'hôtel communal construit en 1887 par Jules-Jacques Van Ysendyck, l'église royale Sainte-Marie, les Halles, la Maison des Arts, ainsi que de nombreuses maisons Art nouveau et Art déco particulièrement bien préservées (exemple : la Maison Autrique). C'est également la commune natale de Jacques Brel.
Schaerbeek, surtout en sa partie est (la zone qui comprend le Square Vergote, le boulevard Lambermont, la place Jamblinne de Meux, le quartier Diamant et le parc Josaphat) est aujourd'hui un lieu privilégié par une population aisée pour son architecture et sa situation pratique (près des institutions européennes et du cœur financier de la ville, de l'OTAN, de l'École européenne, de l'aéroport et du « ring », et des autoroutes).
Ce phénomène de gentrification s'étend progressivement à partir du périmètre du parc Josaphat, de manière concentrique, aux rues environnantes, où se sont installées boulangeries artisanales, épiceries fines et autres fromageries ou tables d'hôtes, le parc Josaphat, classé plus beau parc de Bruxelles selon une consultation RTBF, jouant manifestement le rôle de catalyseur.
Schaerbeek est limitrophe des communes de Bruxelles-ville, Saint-Josse-ten-Noode, Evere, Etterbeek et Woluwe-Saint-Lambert.
Longtemps, elle a été la seule commune de la région de Bruxelles à ne pas posséder d'armoiries.
C'est pourquoi elle était représentée par les couleurs de son drapeau « Blanc vert », mais finalement la commune s'est dotée d'un blason.

## Héraldique
|  | La commune possède des armoiries qui semblent n'avoir jamais été octroyées officiellement. Elles montrent le Maelbeek et deux fleurs de cerisier pour symboliser les anciens vergers de cerisiers de la commune. Blasonnement : De sinople à la bande ondée accostée de deux fleurs de cerisier, le tout d'argent. - Délibération communale : 4 septembre 1986 Source du blasonnement : Heraldy of the World. |

## Géographie
| Bruxelles           | Bruxelles            | Bruxelles, Evere  |
| Bruxelles, St-Josse | Schaerbeek           | Evere             |
| St-Josse            | Bruxelles, Etterbeek | Woluwe-St-Lambert |

## Étymologie
La commune tire son nom d'une appellation locale du ruisseau Maelbeek, composée des racines néerlandaises schaar, signifiant « part de prairie, pré », et beek, signifiant « ruisseau », et qui désigne ainsi un « ruisseau près des prairies communales », c'est-à-dire près des vaines pâtures médiévales où paissaient les schaerbeesten. Le nom du ruisseau est attesté en 1120 sous la forme Scarenbeke, en 1135 comme Scarembecca puis en 1190 comme Scarebeke.
La première mention écrite de Schaerbeek sous les formes Scairbeke et Scarembeca, apparait dans un document de l'évêque de Cambrai Buchard conservé dans le Livre enchainé du chapitre de Soignies, où figure également la commune voisine Evere (Everna), par lequel l'administration et une partie des revenus des églises locales sont confiés au-dit chapitre.

## Histoire

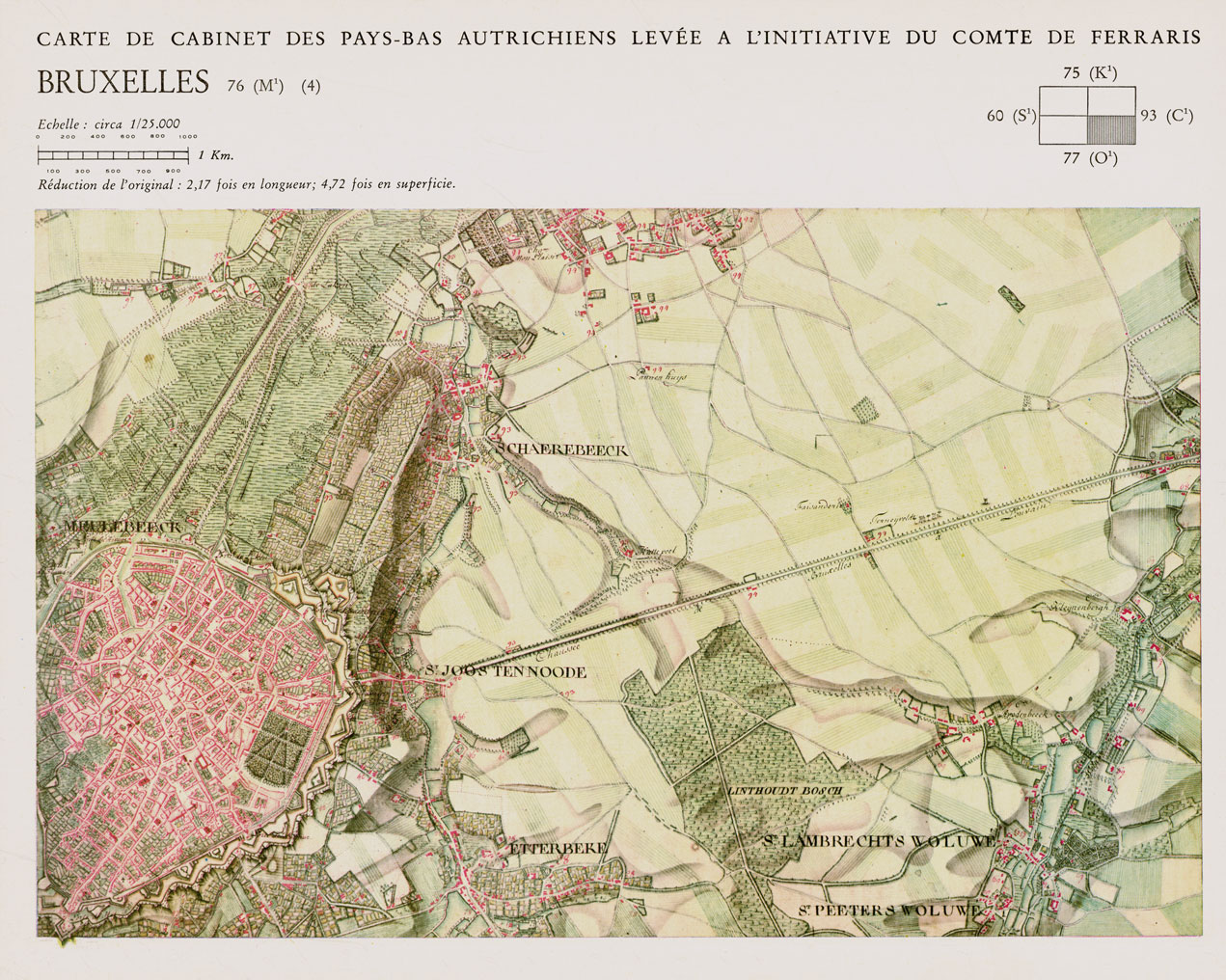
« Schaerebeeck » en 1777 sur la carte de Ferraris n° 76B

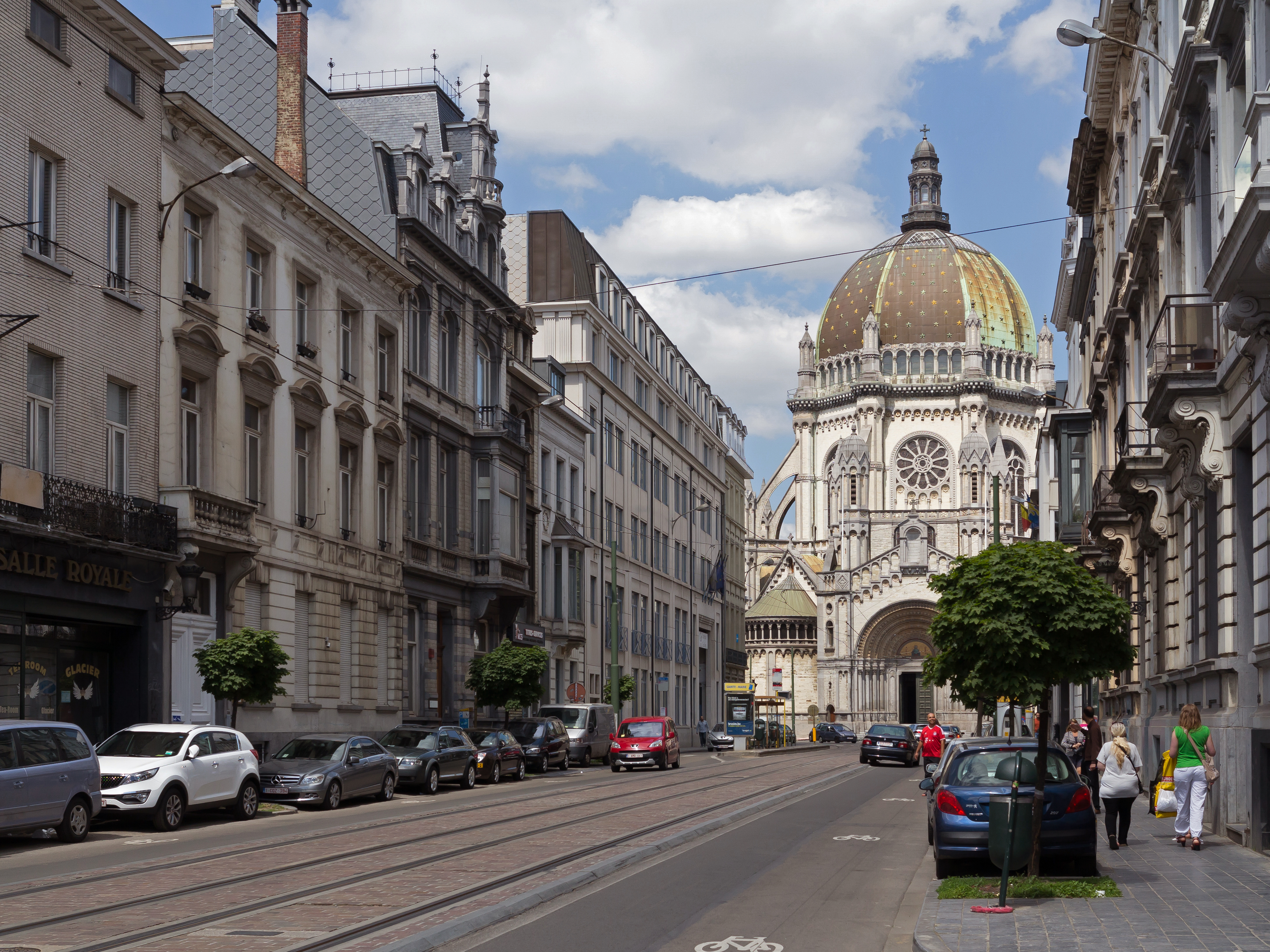
L'église royale Sainte-Marie

Les premières activités humaines localisées à Schaerbeek ont été identifiées à l'âge de la pierre par la découvertes d'outils en silex dans la vallée du Josaphat. En outre, des vestiges romains furent mis au jour lors de travaux de terrassement au XIXe siècle. On découvrit ainsi des vases et des poteries datant du règne d'Hadrien sous la chaussée de Haecht à l'emplacement de l'actuel lycée Emile Max ainsi que des «fondations et des voûtes» à proximité de l'actuelle église royale Sainte-Marie sise place de la Reine, attestant selon des auteurs du XIXe siècle de l'existence d'un ouvrage de défense romain, une hypothèse qui n'est plus retenue. Schaerbeek était à une bifurcation de voies romaines venant de Boulogne-sur-Mer par Bavay et allant à Cologne et à Elewijt.
Au Moyen Âge, le territoire de la commune faisait partie du duché de Brabant. Schaerbeek faisait partie de la « cuve », c'est-à-dire la banlieue, de la ville de Bruxelles : le village fut annexé à la ville en 1301.
Cette situation perdura jusqu'en 1795, lorsque l’administration française fit de Schaerbeek une commune. Les ducs de Bourgogne Philippe le Bon et son fils possédaient en 1425 des terrains situés entre la chaussée de Louvain et l'actuelle rue de la Consolation.
Jusqu'au début du XIXe siècle, Schaerbeek reste une petite bourgade où la population passe de 600 habitants en 1526 à 1 131 habitants en 1800 et 8 630 habitants en 1850.
À partir de 1819 avec la destruction des remparts côté Botanique et le prolongement de la rue Royale vers la place de la Reine, la ville va progressivement s'urbaniser. En 1835, la création de la première voie ferrée au départ de l'allée verte, la construction de la gare du Nord (place Rogier de 1841 à 1846) puis la prolongation des voies vers Anvers vont définitivement lancer l'urbanisation dans le bas de Schaerbeek. La conjonction des prix abordables des terrains, de facilités en matières de services et de transport en commun vont favoriser le développement de la commune. En 1887, l'hôtel de ville est construit place Colignon et la population a gonflé jusqu'à 64 000 habitants en 1900.
Le début du XXe siècle voit la création de nouvelles avenues bourgeoises : l'avenue Louis Bertrand et plus tard Paul Deschanel qui préfigurent la fracture sociale et géographique entre le haut et le bas de Schaerbeek. Durant la Seconde de Guerre Mondiale les « Milices Patriotiques », groupe de résistance affilié au parti communiste, furent particulièrement actives à Schaerbeek. Une « Amicale des Milices Patriotiques du Front de l'Indépendance de Schaerbeek », fut d'ailleurs créée après-guerre.
Dans les dernières décennies du XXe siècle, les tensions en Belgique entre la communauté flamande et la communauté francophone, particulièrement vive dans la région de Bruxelles, se traduisent à partir de 1971 par l'affaire des guichets séparés de Schaerbeek dans cette commune: une tentative de mettre en place des guichets distincts pour ces deux communautés dans l'administration communale, à l'initiative du bourgmestre, symbolisant ainsi les clivages linguistiques, malgré la législation linguistique de 1963 qui exige le bilinguisme au sein des services communaux. Les forces de l'ordre interviennent en 1976 pour mettre fin à cette séparation linguistique dans l'organisation des relations avec les administrés.

### Histoire folklorique: Schaerbeek, ville des ânes
Sous l'Ancien Régime, les Schaerbeekois, qui cultivaient des griottes (ils n'en ont plus, mais il reste un square des Griottiers et une avenue des Cerisiers), avaient obtenu le privilège d'aller les porter à dos d'âne au marché de Bruxelles pour les y vendre aux brasseurs qui en faisaient de la kriek. En les voyant arriver, les Bruxellois s'exclamaient : Hè! Doe zèn die èzels van Schoerebeik (en patois, « Tiens ! Voilà les ânes de Schaerbeek »). L'anecdote se raconte encore, et certains Schaerbeekois se disent fiers d'habiter « la cité des Ânes ».

## Démographie

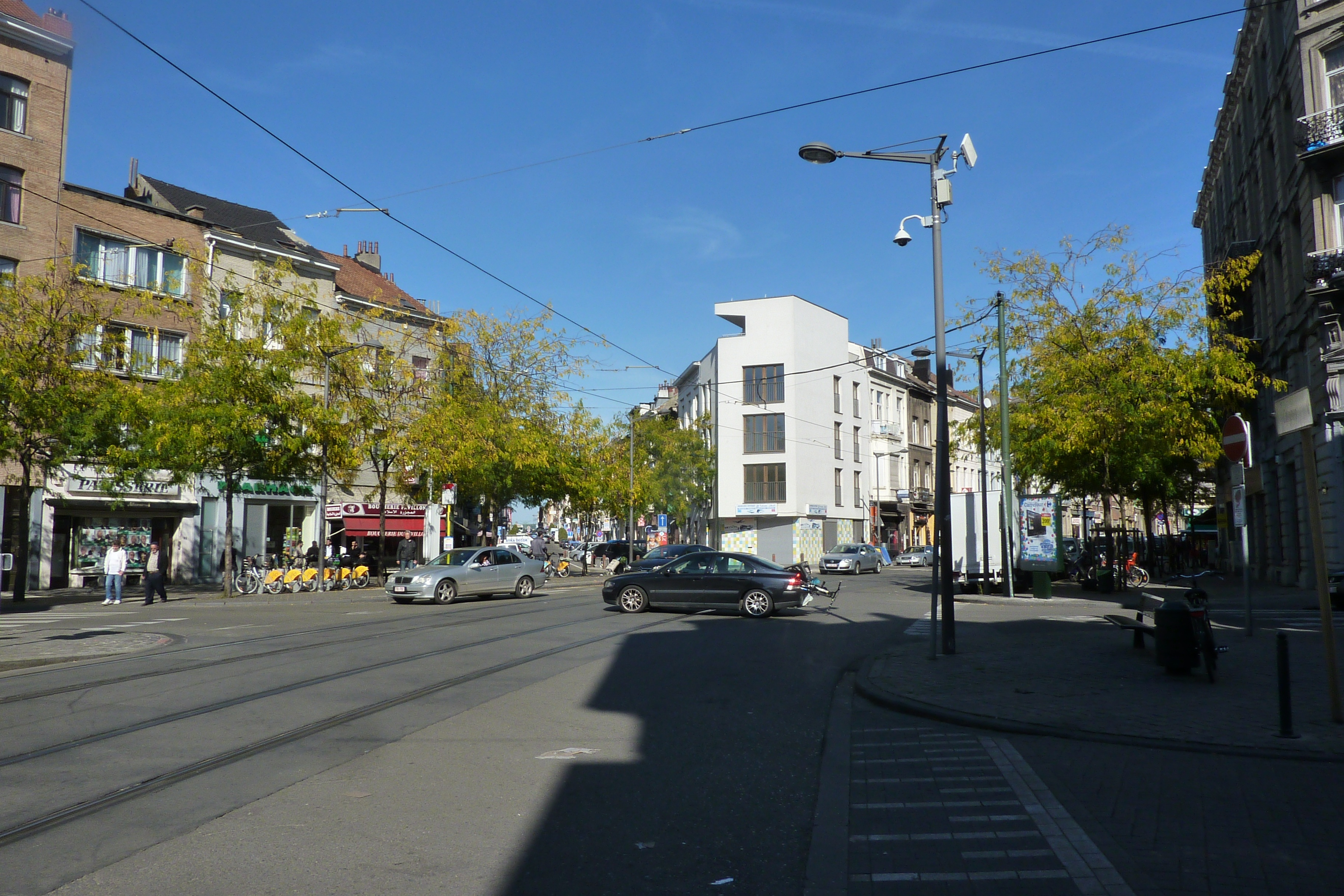
La place Pavillon

### Évolution de la population
| Habitants                       | 1 894   | 6 211   | 10 638  | 18 710  | 34 177  | 40 784  | 50 826  | 63 508  | 82 480  | 101 526 | 118 722 | 123 671 | 117 180 | 118 950 |
| Index                           | 100     | 328     | 562     | 988     | 1 804   | 2 153   | 2 684   | 3 353   | 4 355   | 5 360   | 6 268   | 6 530   | 6 187   | 6 280   |
| Année                           | 1980    | 1990    | 2000    | 2010    | 2015    | 2018    | 2019    | 2020    | 2021    | 2022    | 2023    | 2024    |         |         |
| Habitants                       | 109 005 | 104 768 | 105 692 | 121 232 | 133 042 | 133 010 | 133 309 | 132 799 | 131 451 | 130 690 | 130 775 | 130 405 |         |         |
| Index                           | 5 755   | 5 532   | 5 580   | 6 401   | 6 826   | 7 023   | 6 945   | 6 945   | 6 878   | 6 945   | 6 896   | 6 885   |         |         |
| chiffres INS - 1830 = Index 100 |         |         |         |         |         |         |         |         |         |         |         |         |         |         |

Graphe de l'évolution de la population de la commune.
- Source:INS - De:1806 à 1981=recensement de la population au 31 décembre; depuis 1990= population au 1er janvier
- Source : DGS - Remarque: 1806 jusqu'à 1981=recensement; depuis 1990=nombre d'habitants chaque 1er janvier[5]

### Population étrangère
De nombreux schaerbeekois sont issus des immigrations bulgare, marocaine, roumaine et turque (principalement dans les quartiers à l'ouest de la commune). Schaerbeek compte également des minorités originaires d'Albanie, de Pologne et de la République démocratique du Congo. Schaerbeek est la deuxième commune la plus peuplée de la région bruxelloise, après Bruxelles-ville, et la sixième commune de Belgique, comptant 130 422 habitants au 1er janvier 2023.
| Nationalité                                           | Population |
| Bulgarie                                              | 5 765      |
| France                                                | 4 909      |
| Roumanie                                              | 4 839      |
| Maroc                                                 | 3 943      |
| Espagne                                               | 3 179      |
| Italie                                                | 2 994      |
| Turquie                                               | 2 946      |
| Pologne                                               | 2 119      |
| Syrie                                                 | 2 005      |
| Portugal                                              | 1 343      |
| Source : IBSA Brussels, chiffres au 1er janvier 2024. |            |

## Les quartiers

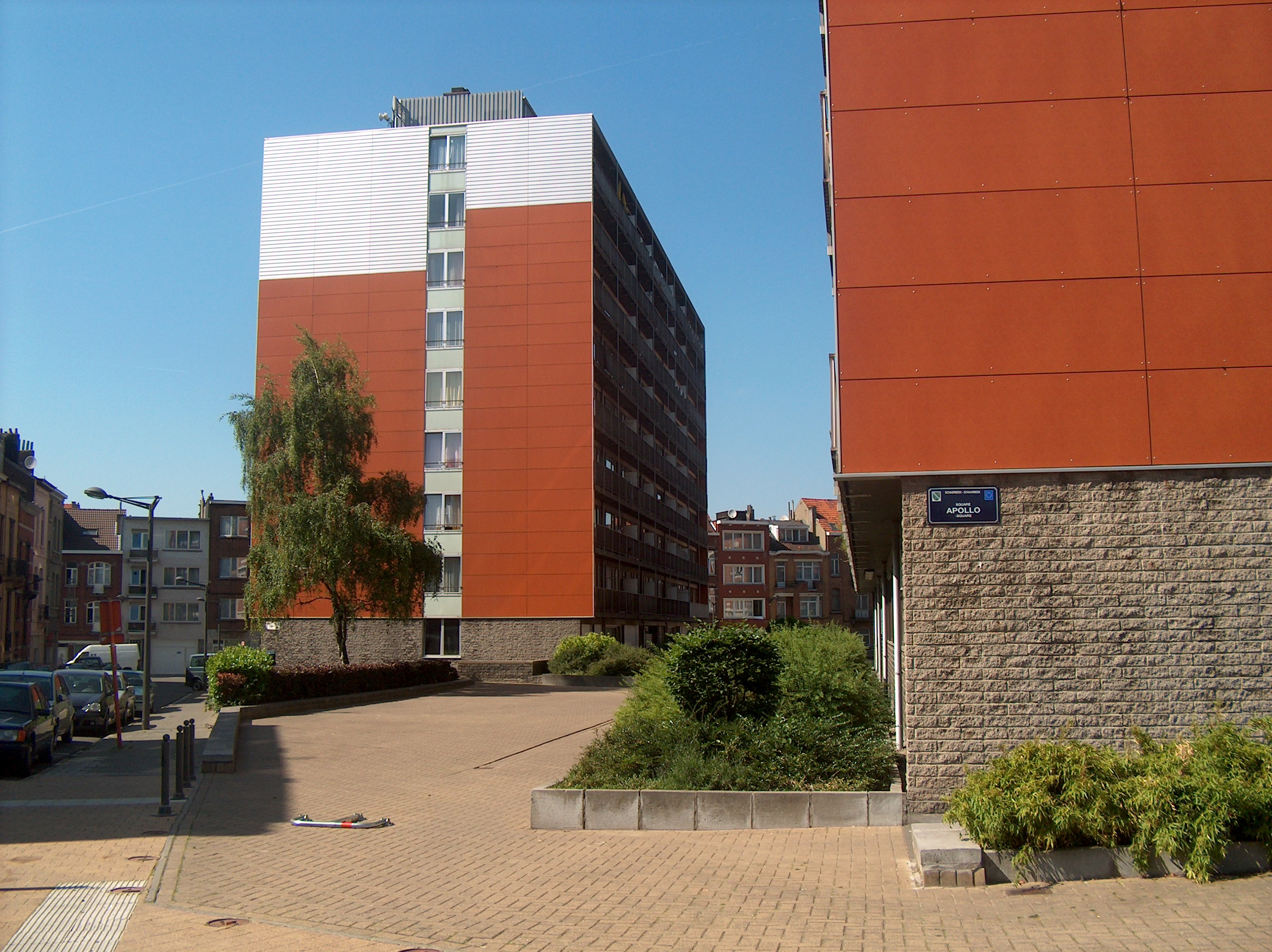
Square Apollo.

La commune possède une cité-jardin d'intérêt située dans le quartier Terdelt. Elle dispose aussi d'un « quartier des Fleurs » en bordure du parc Josaphat, agrémenté d'alignements florifères de cerisiers du Japon, couvrant les rues d'un tapis rose au printemps.
La cité des fleurs doit aussi son nom au fait qu'y était autrefois pratiquée l'horticulture et que plusieurs rues portent aujourd'hui des noms de fleurs.
Schaerbeek est composé de quartiers sociologiquement très différents :
- les quartiers de grand standing, tels que le Boulevard Lambermont et le quartier des Fleurs, les quartiers limitrophes de Woluwe-Saint-Lambert (avenue Herbert Hoover, etc), le quartier Saint-Servais avec l'avenue Louis Bertrand ou encore le quartier Diamant.
- les quartiers plus populaires, dont la Cage aux Ours, ainsi que le quartier « carré » proche de la gare du Nord, quartier de prostitution.

Malgré cela le contraste entre les quartiers n'est pas si grand et d'une rue à l'autre on peut croiser différentes cultures.
Principaux quartiers et places :
- Monplaisir ou quartier de la Gare de Schaerbeek
- Quartier Nord
- Quartier Josaphat traversé par le ruisseau Schaerbeek
- Quartier Diamant
- Quartier Helmet
- Quartier Huart Hamoir
- Quartier des Fleurs
- Quartier Terdelt
- Quartier Brabant
- Place des Bienfaiteurs
- Place Colonel Bremer
- Place des Carabiniers
- Place des Chasseurs Ardennais
- Place Dailly
- Place de Houffalize
- Place de Jamblinne de Meux
- Place Lehon
- Place Liedts
- Place Général Meiser
- Place de la Patrie
- Place du Pavillon
- Square Eugène Plasky
- Place Pogge
- Place Princesse Élisabeth
- Place de la Reine
- Square François Riga
- Place Eugène Verboekhoven, mieux connue sous l'appellation populaire Cage aux Ours
- Square Vergote

Voir aussi Liste des rues de Schaerbeek.
Sur le plan policier, Schaerbeek est divisée en 16 quartiers, chacun doté d'un ou deux agents de quartier, répartis entre quatre commissariats (carte) : 6 quartiers pour le commissariat 1 de la rue Rodenbach, 6 pour le commissariat 3 de l'avenue de Roodebeek, 4 pour le commissariat 4 situé à Saint-Josse, rue de Bériot et 3 pour le commissariat 5, au square Victoria Regina (ex-"Tour IBM").
Voir aussi Zone de police Polbruno.

### Aires de jeu
Schaerbeek possède onze aires de jeu communales :
- avenue des Jardins
- avenue Raymond Foucart
- avenue Huart Hamoir
- plaine de jeu Voltaire
- complex sportif Terdelt (2 aires)
- rue Louis Scutenaire (à l'arrière de la caserne Dailly)
- parc Josaphat (2 aires)
- place de la Patrie
- place des Chasseurs Ardennais

## Patrimoine
- Les Halles de Schaerbeek
- La caserne Prince Baudouin
- L'église royale Sainte-Marie
- La gare de Schaerbeek
- L'Hôtel communal
- Le Mât de Lalaing

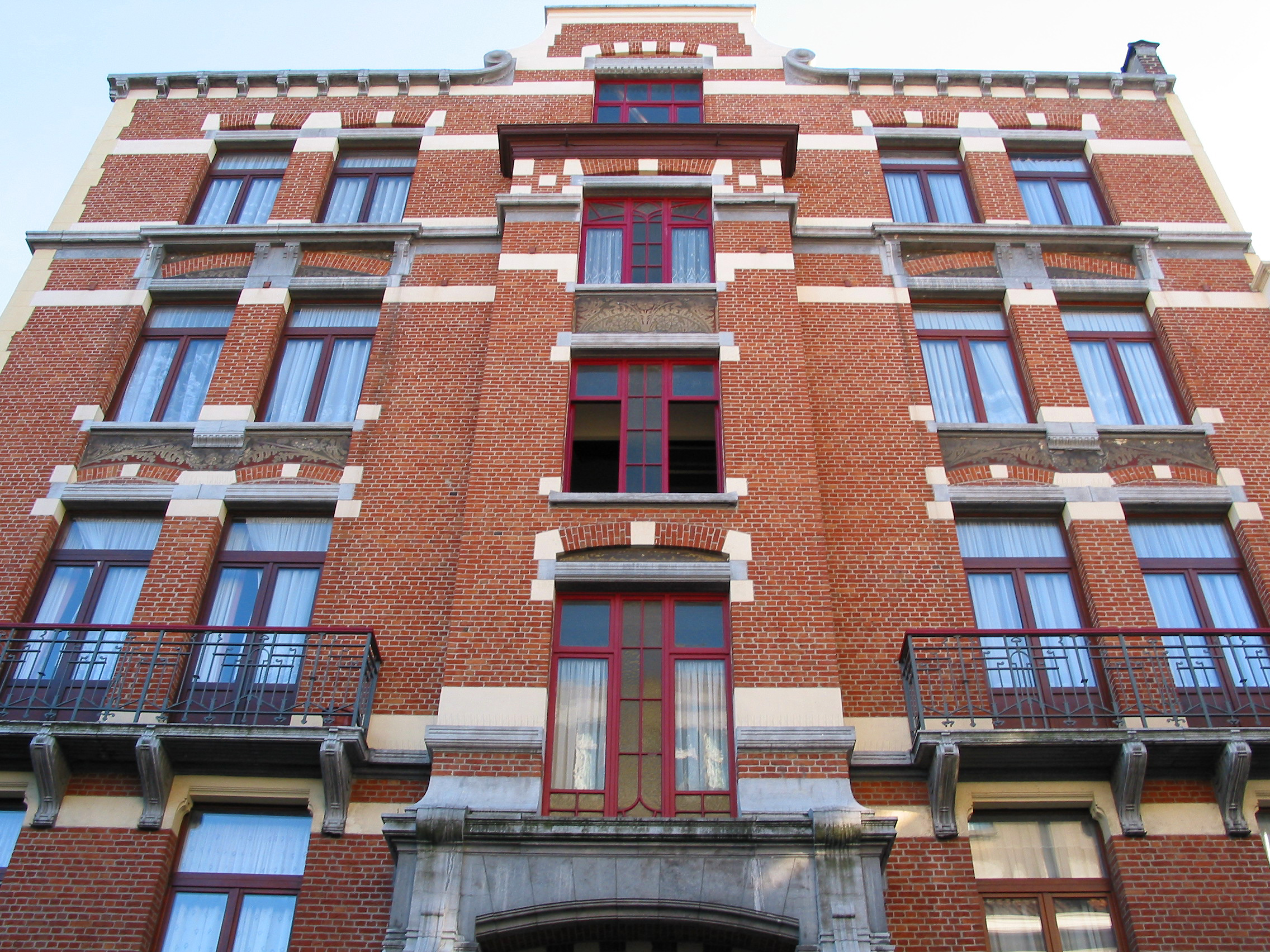
Le Foyer Schaerbeekois (Architecte: Henri Jacobs - 1899).

Voir aussi : Les monuments classés de Schaerbeek

## Espaces verts
- La friche Josaphat
- Le Moeraske
- Le parc Albert Ier
- Le parc Gaucheret
- Le parc Josaphat
- Le parc Lacroix
- Le parc Rasquinet
- Le parc Reine-Verte
- Le parc Wahis
- Le parc Walckiers
- L'ensemble formé par le square François Riga et l'avenue Huart-Hamoir

## Transport en commun
- SNCB :
  - Gare de Bruxelles-Nord
  - Gare de Schaerbeek
  - Gare de Meiser
- STIB :
  - Tram :         
  - Bus :               
  - Bus Noctis :
- De Lijn : 126, 127, 128, 129, 190, 212, 213, 214, 230, 231, 232, 233, 235, 240, 241, 242, 243, 245, 246, 250, 251, 260, 270, 271, 272, 318, 351, 358, 410, 460, 461, 462, 471, 526 et 554

## Vie politique
Au cours des premières décennies de l'État belge, la politique schaerbeekoise est dominée par l'opposition classique entre catholiques et libéraux. En 1878, la majorité catholique cède la place à une majorité libérale. À la fin du XIXe siècle, Schaerbeek compte une importante population ouvrière et la commune voit la création de la première section du parti ouvrier belge dans la région bruxelloise. En 1896, ils font leur entrée dans le Collège au sein d'une majorité libérale-socialiste. Pendant l'entre-deux-guerres, le paysage politique schaerbeekois est fort morcelé, avec de nombreuses listes. Les années qui suivent la deuxième guerre mondiale voient un renversement d'alliance, les libéraux s'alliant aux catholiques. Les élections de 1970 voient une recomposition du paysage politique local, avec l'entrée en jeu du FDF.

### Arrivée du FDF au pouvoir
Bastion du libéralisme, Schaerbeek a été conquise en 1970 par le Front démocratique des francophones (FDF), à l'époque nouveau parti régionaliste et pluraliste fondé en 1964, alors que les autres partis belges étaient encore officiellement « nationaux ».

### Affaire des guichets de Schaerbeek
Sous cette direction francophone, la commune adopta une disposition des guichets de l’état civil avec quatre guichets pour les francophones, deux pour les étrangers et un pour les néerlandophones. C'est le début de l'affaire des guichets de Schaerbeek qui connaît un retentissement national. Cette répartition était cependant illégale et, en 1976, le gouvernement somme la commune de réorganiser les guichets de manière qu’ils soient tous accessibles à tous les habitants. Le bourgmestre Roger Nols et le collège refusent de s’incliner. Le gouvernement délègue alors un commissaire spécial, le vicomte Ganshof van der Meersch, chargé d'exécuter la décision du gouvernement (ce qu'il fit nuitamment accompagné de gendarmes après une tentative diurne qui s’était heurtée à un mur de militants du FDF).

### Politique hostile aux immigrés
Au fil du temps, le bourgmestre FDF Roger Nols, à l'initiative de la mise sur pied du Conseil communal consultatif des immigrés en 1973, évolua vers des positions de plus en plus xénophobes, allant jusqu'à inviter Jean-Marie Le Pen à Schaerbeek dans les années 1980, à interdire les enseignes de magasin en d'autres langues que le français ou le néerlandais, à interdire les rassemblements vespéraux de plus de trois personnes sur la voie publique, à interdire les cours de religion musulmane dans les écoles communales, à bloquer l'inscription d'étrangers auprès de l'administration communale…
Pendant cette période, le PRL fera campagne commune avec la liste d'intérêts communaux NOLS (Nouvelles orientations des libertés schaerbeekoises). Le FDF finira par l'exclure, après qu'un de ses élus, Georges Verzin, eut claqué la porte du parti pour protester contre sa dérive raciste et mis sur pied une liste dissidente, IDS (Initiatives pour le développement de Schaerbeek). En 1999, alors qu'il n'était plus qu'un simple conseiller communal, Roger Nols passa au Front National et ne se représenta plus en 2000.

### La fin dunolsisme— une politique d'apaisement et de reconstruction
En 1994, la liste Duriau (ex-nolsistes) s'allie au FDF (très anti-PRL au niveau local, comme à Etterbeek et à Koekelberg), à Ecolo, au PS et au PSC, rejetant dans l'opposition le PRL encore nolsiste et le Front national. En cours de législature, Francis Duriau s'affilie au FDF et un de ses échevins PSC passe au PRL.
En octobre 2000, pour la première fois, les ressortissants de pays membres de l'Union européenne peuvent s'inscrire en tant qu'électeurs : seuls 971 sur 11 498 électeurs potentiels accomplissent cette démarche, ils pèsent donc peu parmi les 54 262 électeurs inscrits. Pas moins de 11 listes se présentaient à ces élections, dont 7 complètes (47 candidats). Quelques petites listes incomplètes étaient également présentes.
Sur 47 sièges, la fédération PRL-FDF (actuel MR) remporte les élections avec 16 sièges, la Liste du Bourgmestre (LB) dirigée par le bourgmestre sortant Francis Duriau n'en récolte que 8. Mais l'animosité entre les deux chefs de file et concurrents au poste de bourgmestre aboutit à une large coalition arc-en-ciel réunissant le PRL-FDF-MCC d'une part, Ecolo (11 sièges, dont 1 Agalev) et le PS (5 sièges), rejetant dans l'opposition deux partis de la majorité sortante, la LB et le PSC (3 sièges, actuel CDH). La liste flamande d'extrême-droite Demol (4 élus, regroupant le Vlaams Blok et des transfuges du FN et du PRL) reste dans l'opposition.
Bernard Clerfayt est alors installé comme bourgmestre. Lors des négociations post-électorales sur la répartition des postes exécutifs (bourgmestre, échevins, président du CPAS), Ecolo désigne Tamimount Essaïdi (de parents marocains) comme candidate à un de ses quatre mandats, le PS désigne Alain Hutchinson, déjà secrétaire d'État régional, qui devra être remplacé par un échevin faisant fonction, Mohamed Lahlali (ancien étudiant marocain), ce qui provoque une polémique ; quant au MR, il installe lui aussi un échevin allochtone, Sait Köse (de parents turcs).
Bernard Clerfayt (MR-FDF) revêtit l'écharpe mayorale pour la mandature 2001-2006, dont les chantiers essentiels allaient être l'assainissement des finances publiques, la poursuite de la rénovation des quartiers anciens et l'amélioration de la sécurité.
À la veille des élections de 2006, la vice-première ministre socialiste Laurette Onkelinx annonce son débarquement dans la cité des Ânes afin de ravir le maïorat au MR Bernard Clerfayt, pourtant crédité d'un bon bilan dans des circonstances difficiles (finances déficitaires, tension dans les quartiers, majorité très large et hétéroclite). La campagne électorale schaerbeekoise devient un enjeu national, traité par tous les grands médias du pays. Contre toute attente, le score donne la liste du bourgmestre sortant grand vainqueur des élections avec près de 42 % des voix (contre 30 % en 2000) pour 25 % pour le Parti socialiste, conduit par Laurette Onkelinx (contre 11 % en 2000). En nombre de voix de préférences, Bernard Clerfayt remporte le score de 12 654 voix de préférence pour 5 083 seulement pour la vice-première ministre socialiste. Bien qu'un accord électoral secret fût signé entre le PS, le CDH et Ecolo, la chef de file écologiste, l'ancienne vice-première ministre Isabelle Durant, choisit de poursuivre sa collaboration avec la liste du bourgmestre. La majorité (janvier 2007 - janvier 2012) se composait du FDF (le bourgmestre + 3 échevins), du Parti réformateur libéral (4 échevins), d'Ecolo (2 échevins + présidence du Centre public d'action sociale), de Groen! (1 échevin). L'opposition était composée du Parti socialiste, du Centre démocrate humaniste et du groupe Demol (Vlaams Belang).
Le 20 mars 2008, Bernard Clerfayt quitte son poste de bourgmestre pour devenir secrétaire d'État au gouvernement fédéral belge. La loi belge interdisant de cumuler un poste de bourgmestre et un poste de secrétaire d'État, c'est donc Cécile Jodogne (6e sur la liste électorale MR) qui fait fonction de bourgmestre entre 2008 et 2011 .
Les élections du 14 décembre 2012 seront marquées par la fin de la présence d'élus d'extrême-droite dans la composition du conseil communal et par l'entrée d'un premier conseiller communal PTB. Ce parti confirmera son ancrage local 6 ans plus tard en obtenant 12,66 % des voix et 6 conseillers communaux.

### Élections communales de 2018
|       |                      |        |       |       |         |        |
| Parti | Parti                | Voix   | Voix  | Voix  | Sièges  | Sièges |
| Parti | Parti                | Voix   | %     | +/-   | Sièges  | +/-    |
|       | Liste du bourgmestre | 6 109  | 12,62 | 12,62 | 6 / 47  | 6      |
|       | M&Les Engagés        | 8 830  | 18,23 | 18,23 | 10 / 47 | 10     |
|       | Vert Ecolo           | 8 525  | 19,39 | 1,79  | 9 / 47  | 1      |
|       | PS                   | 9 285  | 19,17 | 1,08  | 10 / 47 | 1      |
|       | PTB-PVDA             | 6 406  | 13,23 | 0,57  | 6 / 47  | 6      |
|       | 1030 Ensemble        | 2 599  | 5,37  | 5,37  | 2 / 47  | 2      |
|       | Equipe Fouad Ahidar  | 4116   | 8,50  | 8,50  | 4 / 47  | 4      |
| Total | Total                | 51 319 | 100   |       | 47      | 0      |

### Résultats des élections communales depuis 1976
| Partis                         | 10-10-1976 | 10-10-1976 | 10-10-1982 | 10-10-1982 | 9-10-1988 | 9-10-1988 | 9-10-1994 | 9-10-1994 | 8-10-2000 | 8-10-2000 | 8-10-2006 | 8-10-2006 | 14-10-2012 | 14-10-2012 | 14-10-2018 | 14-10-2018 | 13-10-2024 | 13-10-2024 |  |
| Votes / Sièges                 | %          | 47         | %          | 47         | %         | 47        | %         | 47        | %         | 47        | %         | 47        | %          | 47         | %          | 47         | %          | 47         |  |
| ------------------------------ | ---------- | ---------- | ---------- | ---------- | --------- | --------- | --------- | --------- | --------- | --------- | --------- | --------- | ---------- | ---------- | ---------- | ---------- | ---------- | ---------- |  |
| PS/PS-SP2/PS-Sp.a3             | 12,63      | 6          | 11,58      | 6          | 13,092    | 6         | 8,24      | 4         | 11,75     | 5         | 25,16     | 13        | 25,07      | 13         | 18,093     | 9          | 19,17      | 10         |  |
| PSC1/cdH2/cdH-CD&V+3           | 9,511      | 4          | 7,311      | 3          | 7,251     | 3         | 7,911     | 4         | 7,461     | 3         | 10,92     | 5         | 9,052      | 4          | 7,223      | 3          | -          |            |  |
| M&Les Engagés                  | -          |            | -          |            | -         |           | -         |           | -         |           | -         |           | -          |            | -          |            | 18,23      | 10         |  |
| ECOLO/Ecolo-Groen/Vert Ecolo   | -          |            | 5,9        | 2          | 8,75      | 4         | 9,89      | 5         | 20,68     | 11        | 13,79     | 6         | 13,432     | 7          | 19,392     | 10         | 17,60      | 9          |  |
| NOLS                           | 51,7       | 28         | 51,52      | 30         | 45,93     | 27        | -         |           | -         |           | -         |           | -          |            | -          |            | -          |            |  |
| LB (Duriau)                    | -          |            | -          |            | -         |           | 20,46     | 11        | 15,83     | 8         | -         |           | -          |            | -          |            | -          |            |  |
| FDF/Liste Bourgmestre2         | -          |            | -          |            | 9,52      | 4         | 13,45     | 7         | -         |           | 40,792    | 22        | 32,742     | 18         | 31,972     | 17         | 12,62      | 6          |  |
| PRL0/PRL-FDF1/MR2/MR&Citoyens3 | 9,750      | 4          | 9,780      | 4          | -         |           | -         |           | 30,351    | 16        | -         |           | 9,572      | 4          | 6,233      | 2          | -          |            |  |
| PRL-VLD                        | -          |            | -          |            | -         |           | 16,47     | 9         | -         |           | -         |           | -          |            | -          |            | -          |            |  |
| Equipe Fouad Ahidar+1030       | -          |            | -          |            | -         |           | -         |           | -         |           | -         |           | -          |            | -          |            | 8,50       | 4          |  |
| 1030 Ensemble                  | -          |            | -          |            | -         |           | -         |           | -         |           | -         |           | -          |            | -          |            | 5,37       | 2          |  |
| Avant+                         | -          |            | -          |            | -         |           | -         |           | -         |           | -         |           | -          |            | -          |            | 2,25       | 0          |  |
| N-VA                           | -          |            | -          |            | -         |           | -         |           | -         |           | -         |           | 2,24       | 0          | 2,73       | 0          | 2,08       | 0          |  |
| AMADA/PTB-PVDA                 | 0,73       | 0          | -          |            | 0,28      | 0         | 1,45      | 0         | -         |           | 1,23      | 0         | 3,35       | 1          | 12,66      | 6          | 13,23      | 6          |  |
| Collectif citoyen              | -          |            | -          |            | -         |           | -         |           | -         |           | -         |           | -          |            | -          |            | 0,94       | 0          |  |
| FN                             | -          |            | -          |            | 1,19      | 0         | 9,55      | 5         | -         |           | 1,94      | 0         | -          |            | -          |            | -          |            |  |
| VLD-LIB                        | -          |            | -          |            | -         |           | -         |           | -         |           | 1,62      | 0         | -          |            | -          |            | -          |            |  |
| IDS-SP                         | -          |            | -          |            | -         |           | 5,56      | 2         | -         |           | -         |           | -          |            | -          |            | -          |            |  |
| VU                             | -          |            | -          |            | 1,61      | 0         | 0,88      | 0         | -         |           | -         |           | -          |            | -          |            | -          |            |  |
| CVP                            | -          |            | -          |            | 3,37      | 1         | -         |           | -         |           | -         |           | -          |            | -          |            | -          |            |  |
| IDS                            | -          |            | -          |            | 5,9       | 2         | -         |           | -         |           | -         |           | -          |            | -          |            | -          |            |  |
| UDRT-RAD                       | -          |            | 2,87       | 0          | -         |           | -         |           | -         |           | -         |           | -          |            | -          |            | -          |            |  |
| DSF-DEG                        | -          |            | 2,25       | 0          | -         |           | -         |           | -         |           | -         |           | -          |            | -          |            | -          |            |  |
| SE                             | 10,45      | 5          | 6,49       | 2          | -         |           | -         |           | -         |           | -         |           | -          |            | -          |            | -          |            |  |
| PCB-KPB                        | 2,19       | 0          | -          |            | -         |           | -         |           | -         |           | -         |           | -          |            | -          |            | -          |            |  |
| UB                             | 2,72       | 0          | -          |            | -         |           | -         |           | -         |           | -         |           | -          |            | -          |            | -          |            |  |
| MDP                            | 0,32       |            | -          |            | -         |           | -         |           | -         |           | -         |           | -          |            | -          |            | -          |            |  |
| Autres(*)                      | 0,73       | 0          | 2,29       | 0          | 2,25      | 0         | 4,24      | 0         | -         |           | 1,74      |           | -          |            | 0,54       |            | -          |            |  |
| Total des votes                | 62484      | 62484      | 52247      | 52247      | 47041     | 47041     | 42650     | 42650     | 44103     | 44103     | 53273     | 53273     | 54266      | 54266      | 56539      | 56539      | 51319      | 51319      |  |
| Participation %                |            |            |            |            | 84,62     | 84,62     | 84,08     | 84,08     | 81,28     | 81,28     | 88,33     | 88,33     | 84,01      | 84,01      | 83,87      | 83,87      | 78,53      | 78,53      |  |
| Votes blancs ou nuls %         | 2,37       | 2,37       | 6,26       | 6,26       | 6,41      | 6,41      | 5,88      | 5,88      | 5,28      | 5,28      | 4,19      | 4,19      | 5,48       | 5,48       | 6,57       | 6,57       | 5,64       | 5,64       |  |

 (*)1976: AMADA 1982: PUN-NEP, RPR-KVV, RSL, UDB, UNF, VDL1988: AVB, Pos_sap, Rn_cdas, URD 1994: AS, B.E.B., GU, MERCI, UNIE 2006: MAS-LSP, UNIE 2018:Cit EUR M3E

### Législature 2024 - 2030
| Fonction          | Nom                  | Parti - Liste                   |
| ----------------- | -------------------- | ------------------------------- |
| Bourgmestre       | Bernard Clerfayt     | DéFI - Liste du Bourgmestre     |
| Bourgmestre f.f.  | Frédéric Nimal       | DéFI - Liste du Bourgmestre     |
| 1er Échevin       | Vincent Vanhalewyn   | Ecolo - Vert Ecolo              |
| 2e Échevine       | Deborah Lorenzino    | DéFI - Liste du Bourgmestre     |
| 3e Échevin        | Thomas Eraly         | Ecolo - Vert Ecolo              |
| 4e Échevin        | Quentin van den Hove | Open VLD - Liste du Bourgmestre |
| 5e Échevine       | Döne SÖNMEZ          | PS                              |
| 6e Échevin        | Angelina CHAN        | MR - M. & LES ENGAGÉS 1030      |
| 7e Échevin        | -                    |                                 |
| 8e Échevin        | -                    |                                 |
| 9e Échevin        | -                    |                                 |
| 10e Échevin       | -                    |                                 |
| Président du CPAS | Sophie Querton       | -                               |

## Personnalités politiques
- Louis Bertrand (1856-1943)
- Paul Deschanel (1855-1922)

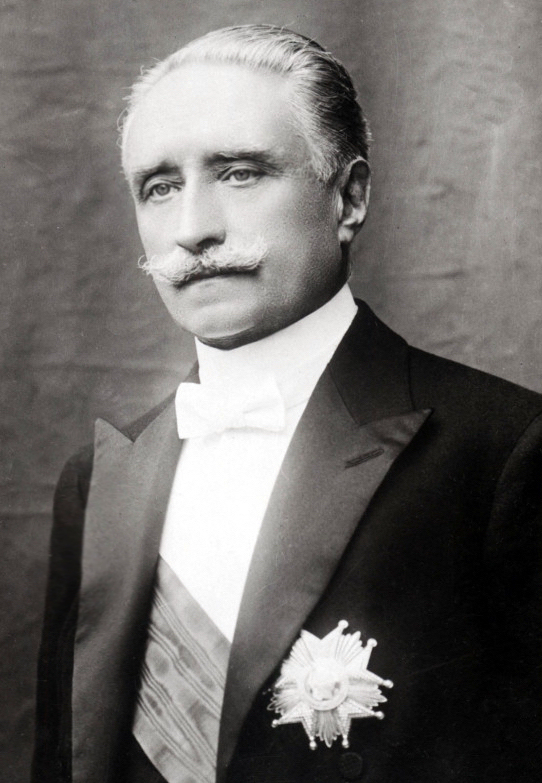
Paul Deschanel, né à Schaerbeek en 1855, est élu président de la République française en 1920.

- Paul van Reynegom de Buzet (1860-1921)
- Henri Jaspar (1870-1939)
- Marcel-Henri Jaspar (1901-1982)
- Suzanne Grégoire (1906-1982)

## Cultes
Schaerbeek a, sur son territoire, des lieux de culte catholique, protestant, orthodoxe, juif, musulman et bahá'í.

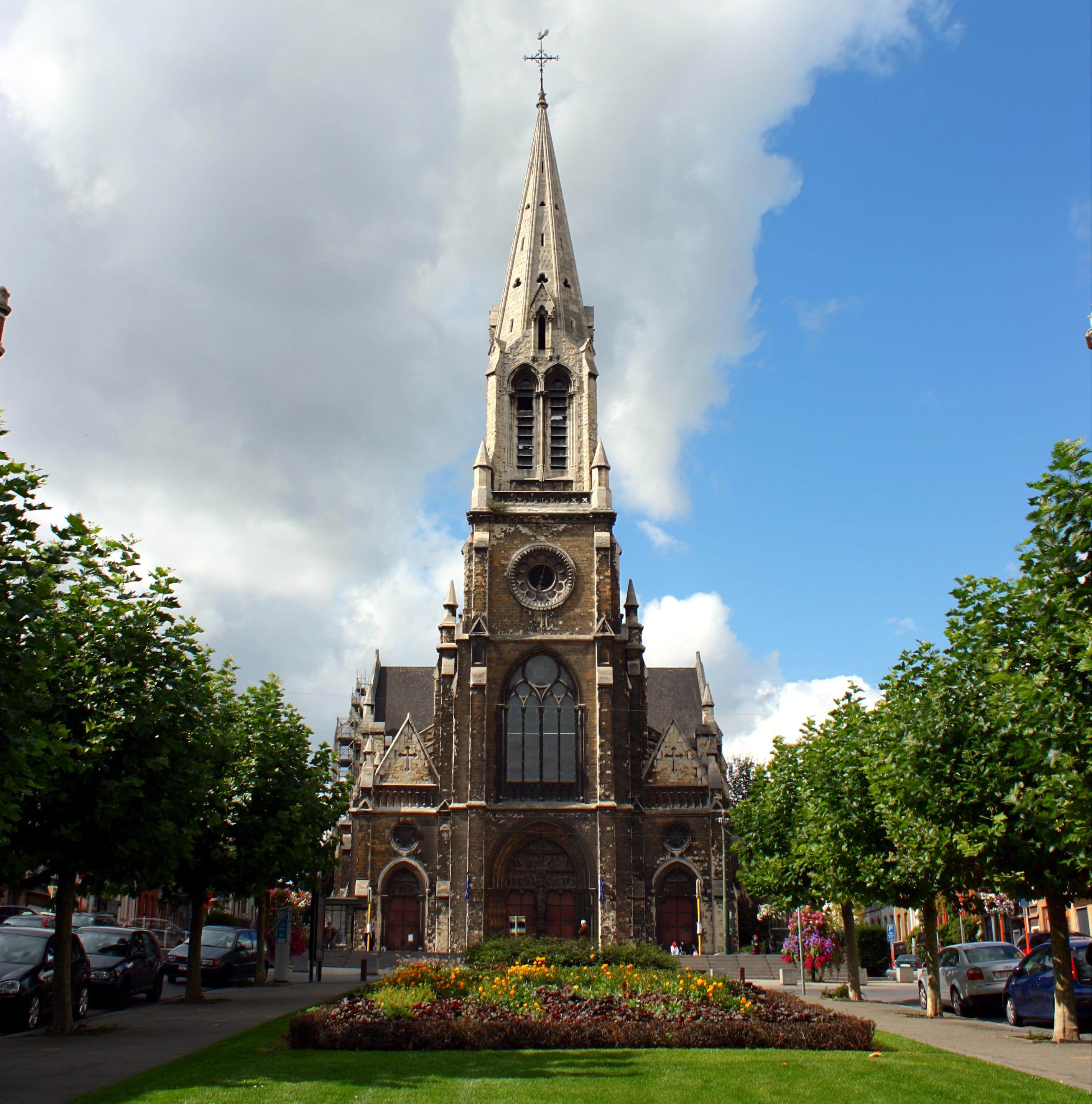
L'église Saint-Servais.

L'Église catholique romaine compte dix paroisses dans la commune qu'elle organise ainsi depuis 1961 :
- Archidiocèse de Malines-Bruxelles
  - Vicariat de Bruxelles
    - Doyenné de Bruxelles Nord-Est
      - Unité pastorale Les Coteaux
        - Paroisse Saint-Servais
        - Paroisse Sainte-Élisabeth
        - Paroisse Saints-Jean-et-Nicolas
        - Paroisse Sainte-Marie

      - Unité pastorale du Kerkebeek
        - Paroisse Sainte-Famille
        - Paroisse Sainte-Suzanne

      - Unité pastorale Meiser
        - Paroisse de l'Épiphanie
        - Paroisse Saint-Albert
        - Paroisse Sainte-Alice
        - Paroisse Sainte-Thérèse

## Lieux culturels
- Centre culturel de Schaerbeek[24] : 91-93 rue de Locht (direction : Najib El Akel)
- Maison des arts : 147 Chaussée de Haecht

### Bibliothèques
Les trois bibliothèques publiques schaerbeekoises : 
- bibliothèque communale « Sésame / Helmet » : 200 boulevard Lambermont ;
- bibliothèque communale « 1001 pages » : 1 place de la Reine ;
- bibliothèque communale « Thomas Owen » : 111 avenue de Roodebeek.

### Musées
- Musée schaerbeekois de la bière : 33-35 avenue Louis Bertrand
- Musée de l'Horloge en Faïence (Clockarium) : 163 boulevard Reyers
- Maison Autrique : première maison de Victor Horta à Bruxelles : 266 chaussée de Haecht
- Train World : place Princesse Élisabeth

### Théâtres
- La Balsamine [26] : 1 avenue Félix Marchal (direction : Monica Gomes et Fabien Dehasseler)
- Théâtre Océan Nord : 63-65 rue Vandeweyer (direction : Isabelle Pousseur)
- Halles de Schaerbeek [27] : 22b rue Royale Sainte-Marie (direction : Fabienne Verstraeten)
- Théâtre 140 [28] : 140 avenue Plasky (direction : Jo Dekmine)
- Magic Land Théâtre [29] : 8-14 rue d'Hoogvorst (direction : Patrick Chaboud)
- L'Os à moelle [30]: 153 avenue Émile Max (direction : Samuel Bernard)

### Cinéma
- Le film Je t'aime, je t'aime d'Alain Resnais a été tourné en 1967 à Schaerbeek[31].
- Le film JCVD de Mabrouk El Mechri a été tourné en 2008 rue Van Schoor.

## Personnalités schaerbeekoises
- Frank Andriat (1958-), écrivain

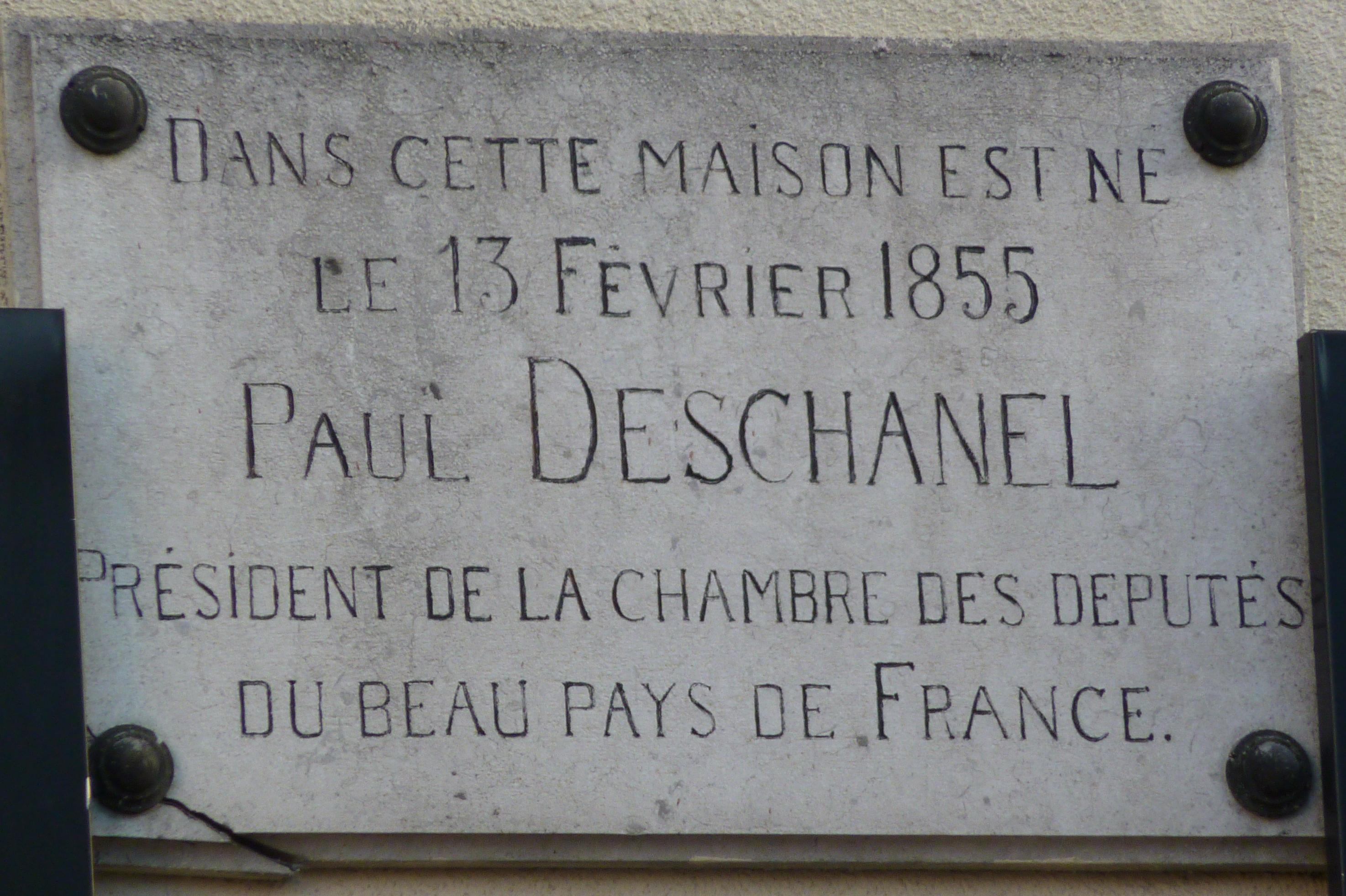
Maison natale (rue de Brabant) de Paul Deschanel.

- Euphrosine Beernaert (1831-1901), artiste peintre, a vécu à Schaerbeek
- René Blieck (1910-1945), écrivain, avocat et militant communiste
- Jacques Brel (1929-1978), chanteur, est né et a vécu à Schaerbeek (avenue du Diamant), la maison dans laquelle il est né (actuellement[Quand ?] une étude de notaire) porte une plaque d’information
- Eugène de Bremaecker, (1879-1963), sculpteur
- Émile Bulcke (1875-1963), artiste peintre
- Roger Camille, alias Kiko (1936-2006), auteur de bandes dessinées
- Joseph Cardijn, (1882-1967), cardinal, fondateur de la JOC en 1924
- Theophiel Coopman (1852-1915), poète, essayiste et dramaturge
- Joseph Coosemans (1828-1904), artiste peintre
- René Copinne (1910-1943), agent du SOE, résistant.
- Defi-J, DJ qui a contribué, dans les années 1990, au premier album de hip-hop belge francophone (BRC : Brussels Rap Convention)
- Charles Dejongh (1854-1932), avocat, né à Schaerbeek.
- José Desmarets (1925-2019), homme politique
- Hyacinthe Devondel (1909-1976), architecte
- Georges Dhaeyer (167-1939), architecte
- Gaston Dupray (1886-1976), acteur de cinéma
- Georges Eekhoud (1854-1927), écrivain
- Johanna Eekman (1897-1960, Alexandre Eekman, Walter Eekman, Annette Pauporté-Eekman (1921-1997), membres d'une famille de militants pacifistes et antifascistes néerlandais vivant avenue Eugène Plasky. Plusieurs ont été déportés et/ou sont morts durant la Seconde Guerre mondiale
- Virginie Efira (1977-), présentatrice télévisuelle et actrice de cinéma
- Omar El Kaddouri (1990-), footballeur international marocain évoluant au SSC Naples
- Henri Evenepoel (1872-1899), artiste peintre
- Moshe Flinker (1926-1945), jeune juif néerlandais réfugié, auteur d'un journal intime
- Michel de Ghelderode (1898-1962), auteur, dramaturge et employé communal à Schaerbeek de 1923 à 1946
- Agustín Goovaerts (1885-1939), architecte
- Andrée Grandjean (1910-1999), avocate et résistante, née à Schaerbeek
- Didier Groffier, (1912-1979), artiste peintre
- Jean Groffier, (1908-1985), poète et écrivain
- Irène Hamoir (1906-1994), écrivain
- Marie-Louise Hénin (1898-1944), résistante, coordinatrice du journal La Libre Belgique clandestine, exécutée par décapitation
- François Hemelsoet (1875-1947), architecte d'art nouveau
- Emanuel Hiel (1834-1899), écrivain belge d'expression néerlandaise
- Jean Hofman (1889-1966), artiste peintre
- Alain Hubert (1953- ), alpiniste et explorateur
- Henri Jacobs (1864-1935), architecte d'art nouveau
- Si Mohamed Ketbi (1997-), taekwondoïste international
- Frédéric Kiesel (1923-2007), poète, écrivain et journaliste
- Hubert Krains (1862-1934), écrivain
- Mourad Laachraoui (1995-), taekwondoïste international
- Fadila Laanan (1967-), femme politique
- Mousta Largo (1968-), chanteur belgo-marocain
- Gustave Libeau (1877-1957), acteur
- Vincent Liben (1975-), chanteur et guitariste
- Privat Livemont (1861-1936), artiste peintre et affichiste d'art nouveau
- René Magritte (1898-1967) y est décédé et y est enterré avec sa femme
- Georges Maréchal (1892-1943), résistant, membre du réseau Comète, fusillé
- Elsie Maréchal-Bell (1894-1969), résistante, rescapée de la déportation
- Elsie Maréchal (young Elsie) (1924-2022), résistante, rescapée de la déportation
- Marcel Mariën (1920-1993), écrivain et éditeur des surréalistes
- Maurane (1960-2018), nom de scène de Claudine Luypaerts, chanteuse belge, y a vécu et y est décédée
- Simone Max (1903-1983), célèbre zwanzeuse bruxelloise
- Victor Michiels (1915-1942), résistant
- Max Morton (1943-), artiste peintre et poète
- Paul Nyssens (1870-1954) Ingénieur, psychologue, éditeur, décédé à Schaerbeek
- Thomas Owen (1904-2002), auteur de fantastique
- Pierre Culliford dit Peyo (1928-1992), auteur de bandes dessinées, créateur des séries Benoît Brisefer, Johan et Pirlouit et Les Schtroumpfs
- Georges Pelletier (artiste céramiste) (1939-)
- Pitcho (1975-), rappeur, slameur, dramaturge, il a créé la Skinfama en 2004, une école musicale réputée à Bruxelles
- Yvonne Reynders (1937-), championne de cyclisme des années 1960 née à Schaerbeek.
- Herman Richir (1866-1942), artiste peintre et lithographe
- Rival (1974-), rappeur, la Souterrain Production depuis 1995 ; son album De la rue à la scène reste un classique du hip hop belge et précurseur de la new school belge
- Jean Roba (1930-2006), auteur de bandes dessinées, créateur de Boule et Bill
- Ismaël Saidi (1976-), réalisateur et scénariste belge (a grandi à Schaerbeek)
- François Schuiten (1956-), auteur de bandes dessinées
- Louis Scutenaire (1905-1987), écrivain surréaliste
- Léon Smet (1908-1989), artiste de music-hall (père de Johnny Hallyday)
- Roger Somville (1923-2014), peintre
- Christophe Soumillon (1981-), jockey
- Henry Stacquet (1838-1906), aquarelliste
- Gustave Strauven (1878-1919), architecte d'art nouveau
- Charles Temperman (1870-1920), architecte et sculpteur
- Georges Vandevoorde (1875-1964), sculpteur
- Famille Vandievoet, famille souche de Schaerbeek
- Jacques Vandievoet dit Jacques Oriol, (1923-1993), poète, cousin de Jules Vandievoet, issu d'une famille souche de Schaerbeek
- Jules Vandievoet (1885-1947), peintre de théâtre à Luxembourg, issu d'une famille souche de Schaerbeek
- Jacques Van Herp (1923-2004), auteur de science-fiction et de fantastique
- Paul Van Melle (1926-2017) poète, écrivain et critique littéraire
- Eugène Verboeckhoven (1798-1881), artiste peintre
- Léon Verreydt, auteur de plusieurs livres sur l'histoire de la commune
- Jeanne de Vietinghoff (1875-1926), femme de lettres
- Marie Warnant (1979-), chanteuse

Voir aussi : Naissance à Schaerbeek et décès à Schaerbeek

## Sport
- Crossing Schaerbeek

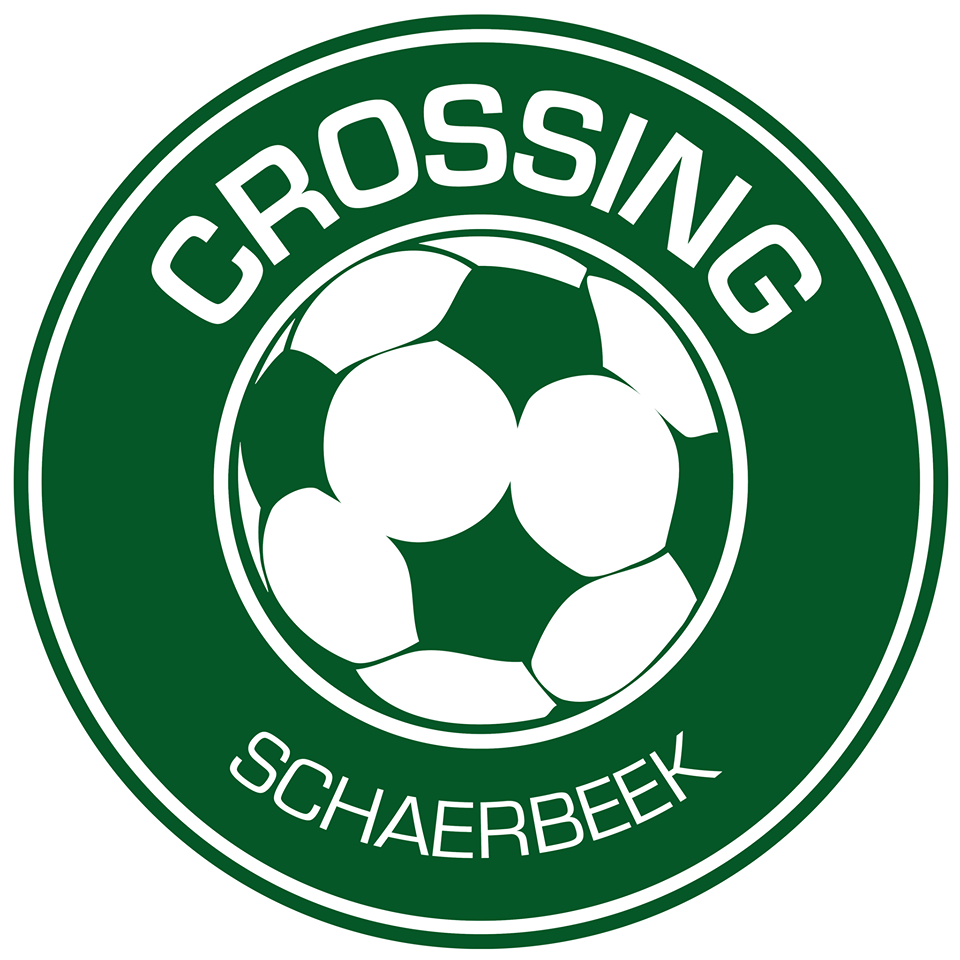

Le Crossing de Schaerbeek est un club de football belge affilié à l'URBSFA (numéro d'affilié 4070) né en 2012 de la fusion de la Royale Union Sportive Albert Schaerbeek (RUSAS) et du RFC Evere.
Le club a connu ses heures de gloire lors des années septante et a évolué au plus haut niveau du football belge. Il évolue actuellement[Quand ?] en 1re provinciale et est logé au stade communal de Schaerbeek ainsi qu'au stade Chazal et au parc Saint-Vincent. Ses couleurs sont le vert et blanc en référence aux couleurs des communes d'Evere et de Schaerbeek.
L'ancien international belge et coach national George Leekens, a évolué sous les couleurs du club bruxellois.
- Judo Royal Crossing Club Schaerbeek
- Minigolf de Schaerbeek
- Piscine Neptunium
- Club de tir à l'arc Sint-Sebastiaansgilde (parc Josaphat)
- Royal Cercle Athlétique de Schaerbeek
- Royal Kituro

## Folklore

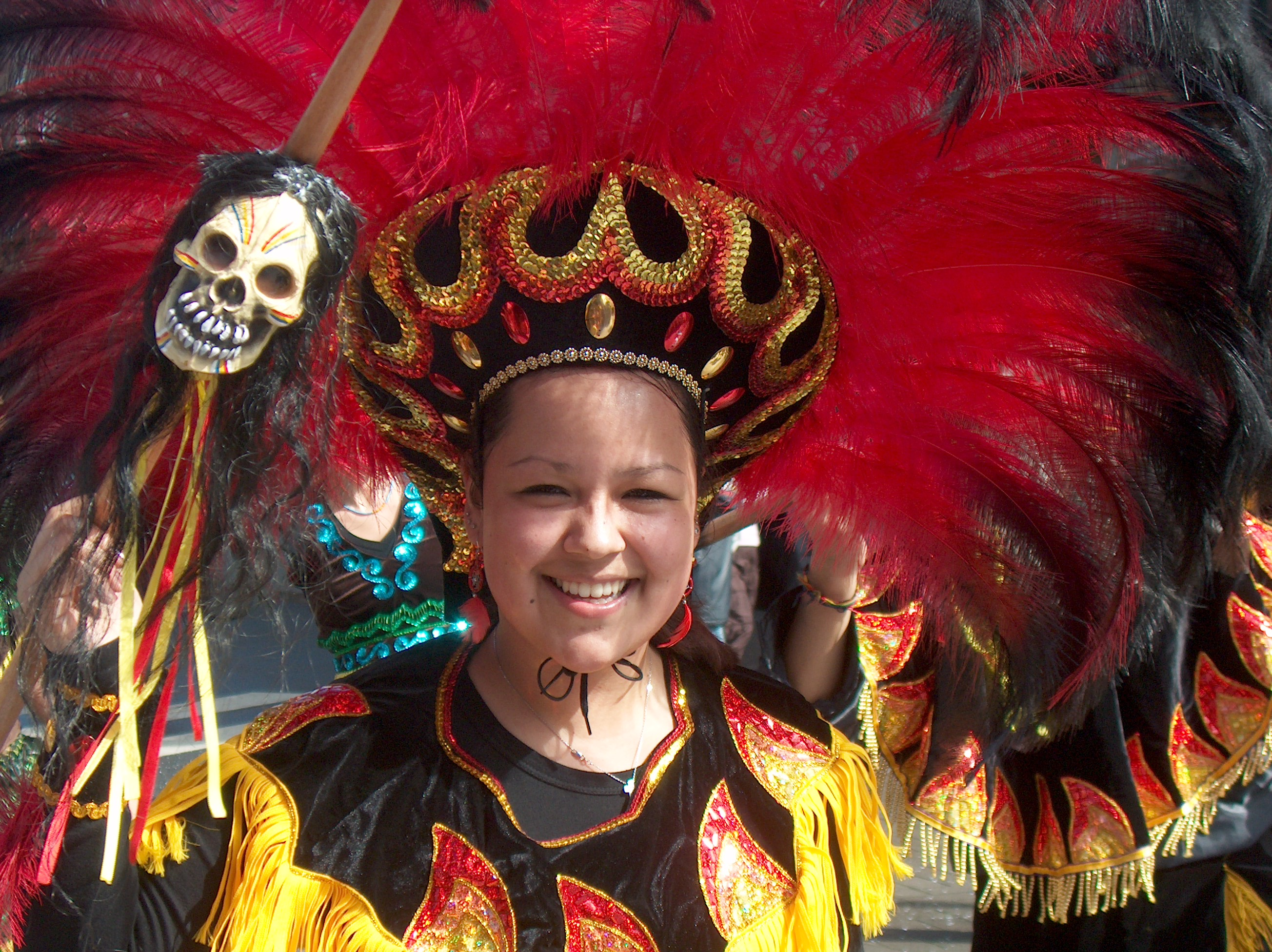
Scharnaval.

- En bruxellois, Schaerbeek se dit Schoerbeik.
- Kermesses en mars, juin et décembre dans le quartier Helmet.
- Grand cortège carnavalesque, le Scharnaval, en principe le samedi 15 jours avant Pâques, de 13 h 30 à 17 h 00.
- Fête de la cerise le dernier dimanche de juin au parc Josaphat.
- Fête nationale (le 21 juillet) au parc Josaphat : nombreuses animations.

## Jumelages
La ville de Schaerbeek est jumelée avec :
- Houffalize (Belgique) depuis le 19 aout 1952 ;
- Québec (ville) (Canada) depuis 1976 ;
- Anyang (Chine) depuis 1985 ;
- Vicovu de Sus (Roumanie) depuis février 1989 ;
- Pristina (Kosovo) depuis le 26 mai 1999 ;
- Prairie Village (États-Unis) depuis le 26 juin 2000 ;
- Al Hoceïma (Maroc) depuis 2003 ;
- Beyoğlu (Turquie) depuis janvier 2004 ;
- Naplouse (Palestine) depuis septembre 2022.

| Houffalize · Québec · Anyang · Vicovu de Sus · Pristina · Prairie Village · Al Hoceïma · Beyoğlu |